# Saint-Germain-les-Belles (tổng)
Tổng Saint-Germain-les-Belles là một tổng của Pháp tọa lạc tại tỉnh Haute-Vienne trong vùng Nouvelle-Aquitaine.

## Địa lý
Tổng này được tổ chức xung quanh Saint-Germain-les-Belles trong quận Limoges. Độ cao khu vực này là 272 m (Vicq-sur-Breuilh) đến 539 m (La Porcherie) độ cao trung bình trên mực nước biển là 417 m.

## Hành chính
| Giai đoạn | Ủy viên         | Đảng | Tư cách                             |
| --------- | --------------- | ---- | ----------------------------------- |
| 2004-2011 | Marc Ditlecadet | DVG  | Thị trưởng Saint-Germain-les-Belles |

## Phân chia đơn vị hành chính
Tổng Saint-Germain-les-Belles được chia thành 8 xã và khoảng 5 733 người (điều tra dân số năm 1999 không tính trùng dân số).
| Xã                       | Dân số | Mã bưu chính | Mã insee |
| ------------------------ | ------ | ------------ | -------- |
| Château-Chervix          | 710    | 87380        | 87039    |
| Glanges                  | 424    | 87380        | 87072    |
| Magnac-Bourg             | 795    | 87380        | 87088    |
| Meuzac                   | 691    | 87380        | 87095    |
| La Porcherie             | 619    | 87380        | 87120    |
| Saint-Germain-les-Belles | 1 112  | 87380        | 87146    |
| Saint-Vitte-sur-Briance  | 295    | 87380        | 87186    |
| Vicq-sur-Breuilh         | 1 087  | 87260        | 87203    |

## Thông tin nhân khẩu
| 1962                                                     | 1968  | 1975  | 1982  | 1990  | 1999  |
| -------------------------------------------------------- | ----- | ----- | ----- | ----- | ----- |
| 7 279                                                    | 7 921 | 7 206 | 6 406 | 5 878 | 5 733 |
| Nombre retenu à partir de 1962 : dân số không tính trùng |       |       |       |       |       |